# برج فيستيدا
51°26′16″N 5°28′56″E / 51.43778°N 5.48222°E
برج فيستيدا (بالإنجليزية: Vesteda Toren)‏ هو برج يقع في مدينة آيندهوفن الهولندية أُنهي بنائه في العام 2006، ويبلغ طوله 90 مترًا وله 28 طابقًا، ويعتبر رابع أطول مبنى في آيندهوفن، يتشابه في التصميم مع مبنى فلاتيرون في مانهاتن في مدينة نيويورك.
في عام 2007، حصد جائزة BNA لمبنى العام من المعهد الملكي الهولندي للمعماريين.

## معرض الصور

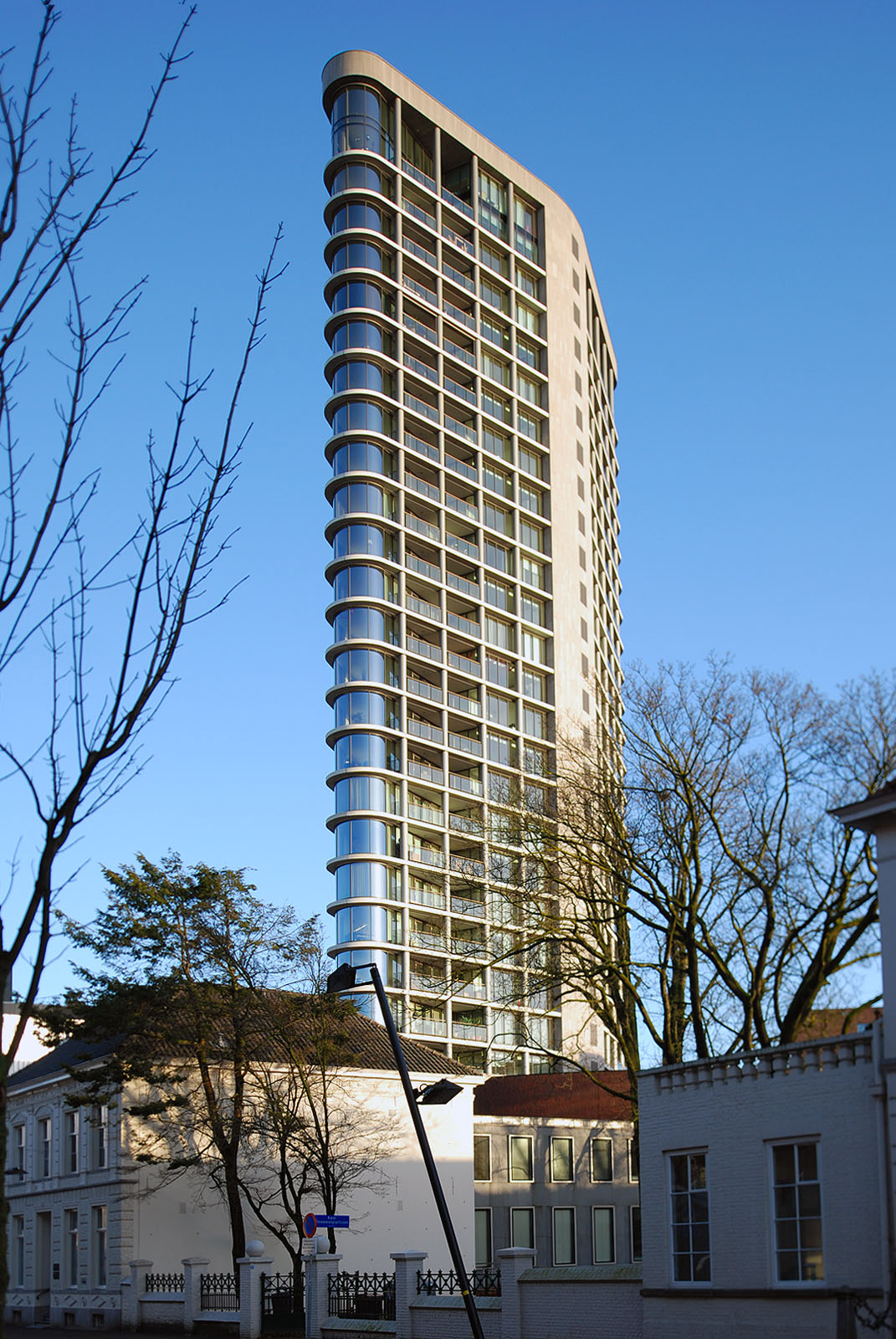
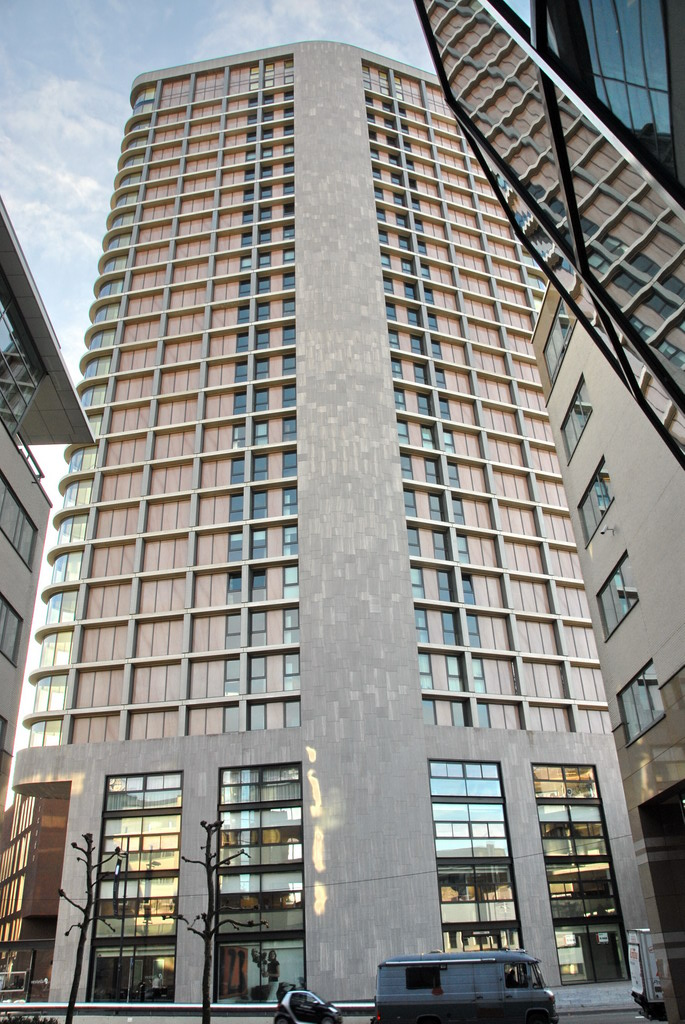
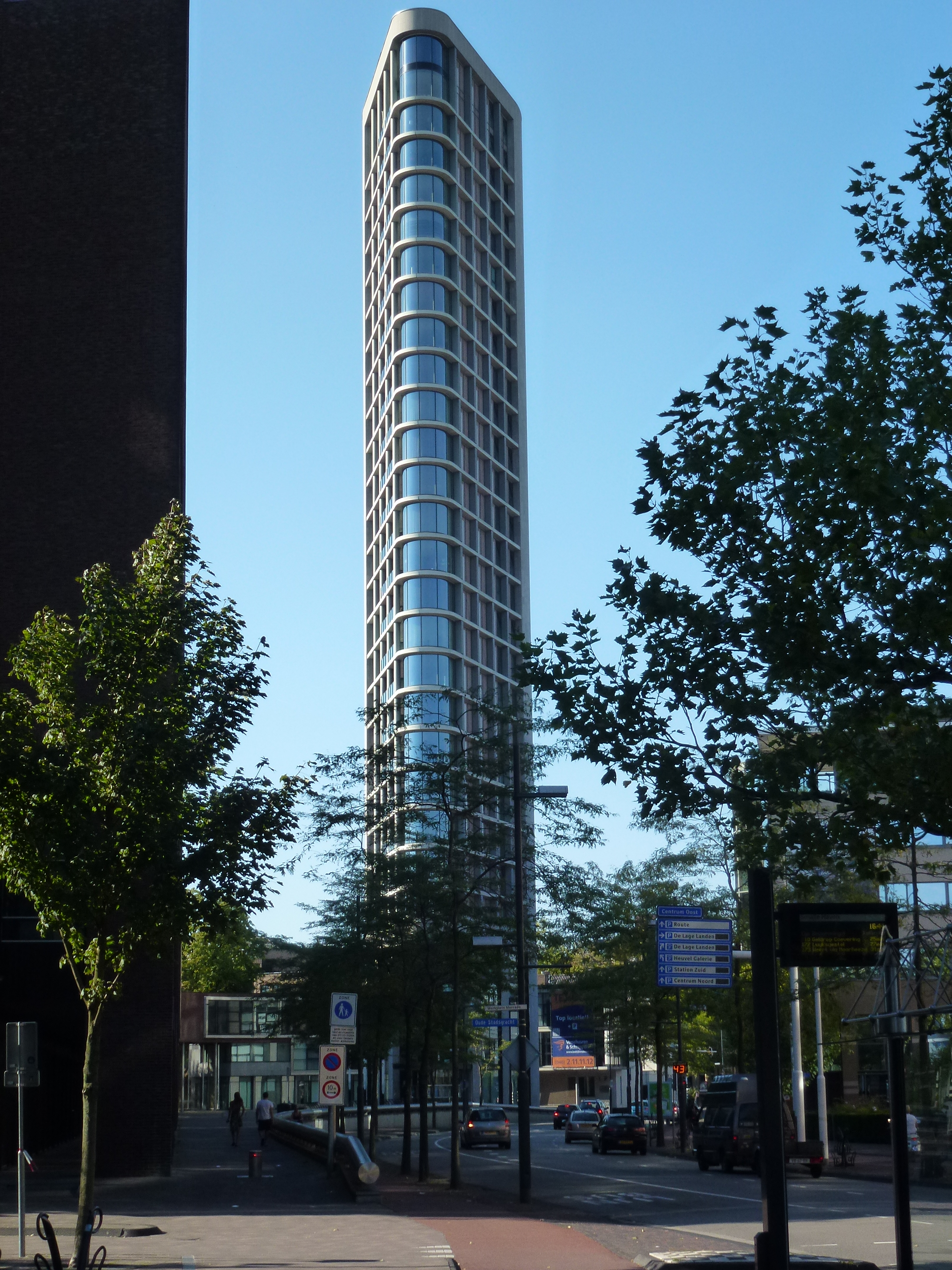
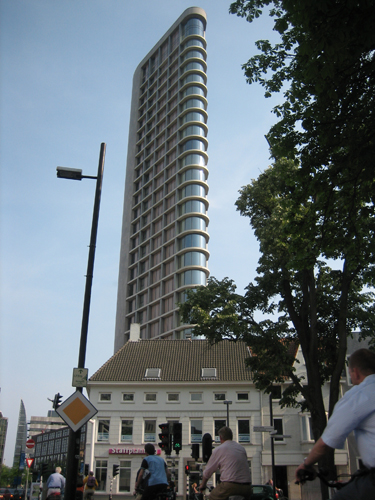